# Bruine moswants
De bruine moswants (Drymus brunneus) is een wants uit de onderfamilie Rhyparochrominae en uit de familie bodemwantsen (Lygaeidae).
De onderfamilie Rhyparochrominae wordt ook weleens als een zelfstandige familie Rhyparochromidae gezien in een superfamilie Lygaeoidea. Lygaeidae is conform de indeling van bijvoorbeeld het Nederlands Soortenregister.

## Uiterlijk
Deze soort is moeilijk te onderscheiden van de andere soorten. De kop, het schildje (scutellum) en het voorste deel van het halsschild (pronotum) zijn zwart. Het achterste deel van het halsschild is donkerbruin. Van de donkere antennes is het uiteinde van het laatste segment lichtbruin. Bij de schenen (tibia) ontbreken de rechtopstaande haren. In het midden van het abdomen zijn de bruine voorvleugels zichtbaar verbreed. Ze zijn meestal kortvleugelig (brachypteer). De vleugels zijn dan iets korter dan het achterlichaam, maar soms zijn ze langvleugelig (macropteer). De lengte is 3,6 – 5,4 mm.

## Verspreiding en habitat
De soort komt voor in bijna geheel Europa en ontbreekt alleen in het hoge noorden. Naar het oosten is hij verspreid tot in Siberië en de Kaukasus. Hij houdt van vochtige omstandigheden en is te vinden in schaduwrijke loof- en naaldbossen, maar ook aan de oevers van stilstaand over stromend water. Ze komen minder vaak voor in open vochtige gebieden.

## Leefwijze
De bruine moswants leeft verborgen tussen het bladafval, paddenstoelen en mos, maar gebruiken het mos en paddenstoelen niet als voedsel. Ze zuigen op zaden van verschillende kruidachtige planten, struiken en bomen zoals de berk (Betula) en de els (Alnus). Op dagen met hogere temperaturen zijn imago’s ook actief in de winter. De ontwikkelingscyclus schijnt in de verschillende gebieden en in verschillende jaren heel variabel te zijn. Zowel de imago’s als de nimfen en eieren kunnen overwinteren. In Centraal-Europa is er meestal in één generatie per jaar.